# Plutarch (imię)
Plutarch (gr. Πλούταρχος) — imię męskie pochodzenia greckiego, złożone z członów plut- (πλουτος, ploutos) — "bogactwo, dostatek" i -arch (árchōn) — "władca, panujący".
Plutarch imieniny obchodzi 28 czerwca, jako wspomnienie św. Plutarcha, wspominanego razem ze śwśw. Serenem, Heraklidem, Raidą, Potamieną i Marcelą, którzy byli uczniami Orygenesa.
Znane osoby noszące imię Plutarch:
- Plutarch —  pochodzący z Cheronei w Beocji, jeden z największych pisarzy starożytnej Grecji, historyk, filozof-moralista oraz orator.
- Plutarch z Aten (około 350-430), grecki filozof i neoplatonik.
- Plutarch z Bizancjum (I w. n.e.), piąty biskup Bizancjum, patriarcha ekumeniczny, święty.
- Plutarch z Eretrii (IV w. p.n.e.), tyran Eretrii.
- Plutarco Elías Calles — polityk meksykański, prezydent Meksyku w latach 1924–1928.